# Thyrsia lateralis
Thyrsia lateralis là một loài bọ cánh cứng trong họ Cerambycidae.